# The Last Poets
The Last Poets est un groupe de spoken word musical américain fondé à New York, constitué de voix et de percussions, et considéré comme précurseurs du rap et du hip-hop et des pionniers de cette culture urbaine afro-américaine. L'histoire de la formation et des engagements politiques de The Last Poets est assez complexe.

## Histoire
Le premier « groupe originel » — au fil des années et de l'élan produit, les premiers s'appelèrent « The Original Last Poets » — s'est constitué à Harlem en 1968, le 19 mai, jour anniversaire de Malcolm X, avec trois poètes, Gylan Kain (en), David Nelson et Abiodun Oyewole (en), au Mount Morris Park ; âgés de vingt ans, ils s'étaient donnés rendez-vous là pour réciter des textes en hommage au leader assassiné trois ans plus tôt. Le nom du trio est une idée de Nelson, inspiré d'un poème du Sud-Africain Keorapetse Kgositsile. Le 24 octobre suivant, le trio apparaît à la télévision dans Soul!, programme newyorkais pionnier produit par WNET mais diffusé sur le réseau national. Début 1969, ils participent à un atelier d'écriture local d'obédience marxiste, appelé East Wind (Vent d'Est) ; ils considèrent Amiri Baraka comme l'un de leurs principaux mentors. Ils sont alors approchés par Alan Douglas, producteur musical qui travaillait avec Duke Ellington, Miles Davis et Jimi Hendrix.
Felipe Luciano (en) vient ensuite remplacer Nelson parti se vouer à un ministère chrétien au sein d'une église. Le 17 août 1969, Nina Simone lit dans le cadre du Harlem Cultural Festival, un poème de Nelson intitulé Are You Ready ?. Le nouveau trio est ensuite rejoint par Umar Bin Hassan. Fin 1969, Luciano décide d'intégrer la branche newyorkaise des Young Lords, Kain fait également sécession, laissant Oyewole et Hassan enregistrer l'album The Last Poets (album) (en), qui sont rejoints, dans les studios, par Jalal Mansur Nuriddin, également poète newyorkais, et par le percussionniste Nilija Obabi. L'album 33 tours sort en juin 1970 chez Douglas Records ; ils se produisent dans la foulée à l'Apollo Theater, performance saluée par The Village Voice. L'album se vend à plus de 350 000 exemplaires.
Leurs textes sont politiquement très engagés et s'inscrivent dès le départ au croisement du Black Arts Movement, des idées révolutionnaires portées par le mouvement Black Power et le Black Panther Party.

## Membres
- Gylan Kain / Kain The Poet (décédé)
- David Nelson (1968-1969)
- Felipe Luciano (1969)
- Abiodun Oyewole (1968 - )
- Umar Bin Hassan (1970 - )
- Jalal Mansur Nuriddin / Alafia Pudim / Jalal (1970 - )
- Suliaman El Hadi (décédé)
- Nilaja (décédé)

## Discographie
- 1970 : The Last Poets (Poètes : Abiodun Oyewole, Alafia Pudim alias Jalal Mansur Nuriddin et Omar Bin Hassan)
- 1971 : This Is Madness (Poètes : Alafia Pudim alias Jalal Mansur Nuriddin & Omar Bin Hassan)
- 1973 : Chastisement (Poètes : Jalal Mansur Nuriddin & Sulieman El-Hadi)
- 1973 : The Hustlers Convention (Poètes : Lightnin Rod alias Jalal Mansur Nuriddin)
- 1974 : At Last (Poètes : Jalaluddin Mansur Nuriddin, Sulieman El-Hadi, & Omar Bin Hassan)
- 1976 : Delights of the Garden (Poètes : Jalaluddin Mansur Nuriddin & Sulieman El-Hadi)
- 1984 : Oh, My People (Poètes : Sulieman El-Hadi & Jalaluddin Mansur Nuriddin)
- 1988 : Freedom Express (Poètes : Sulienman El-Hadi & Jalaluddin Mansur Nuriddin)
- 1994 : Scatterap / Home(Poètes : Sulieman El-Hadi & Jalaluddin Mansur Nuriddin)
- 1995 : Holy Terror (Poètes : Abiodun Oyewole & Umar Bin Hassan)
- 2004 : Science Friction (Poètes : Jalaluddin Mansur Nuriddin alias Jalal)
- 2008 : Project Roach (Poètes : Felipe Luciano, Gylan Kain et David Nelson feat. Nas)
- 2018 : Understand What Black Is (Poètes : Abiodun Oyewole & Umar Bin Hassan)

## Filmographie
- 1971 : Right on!: Poetry on Film (Original Last Poets) de Herbert Danska
- 2008 : The Last Poets - Made in Amerikkka de Claude Santiago (La Huit Production)